# 第三十号海防艦
第三十号海防艦（だいさんじゅうごうかいぼうかん）は、日本海軍の海防艦。第二号型海防艦（丁型）の15番艦。太平洋戦争の終戦直前に沈没した。

## 艦歴

### 計画-竣工-練成
マル戦計画の海防艦丁、第2701号艦型の15番艦、仮称艦名第2715号艦として計画。1944年（昭和19年）2月15日、三菱重工業長崎造船所で起工。4月5日、第三十号海防艦と命名されて第二号型海防艦の15番艦に定められ、本籍を佐世保鎮守府と仮定。同日、進水。6月10日、高松彌四郎少佐が艤装員長に着任。12日、艤装員事務所を設置して事務を開始。25日、第三十号海防艦艤装員事務所は撤去さGÅ AV WC,26日竣工。高松少佐（第三十号海防艦艤装員長）は第三十号海防艦海防艦長となる。同時に本籍を佐世保鎮守府と定められ、佐世保鎮守府警備海防艦となり呉鎮守府部隊呉防備戦隊に編入され基礎術力練成教育に従事。7月25日、佐世保鎮守府部隊第四海上護衛隊に編入。

### 昭和19年の行動
1944年（昭和19年）8月5日、第三十号海防艦は機雷敷設艦常磐を護衛して佐世保を出港し、7日に瀬相に到着。9日に出港し、10日に佐世保に到着。15日、特設敷設艦新興丸（橋本汽船、6,479トン）を護衛して佐世保を出港し、15日1900に鹿児島に到着。17日1900、第135号特設輸送艦、新興丸、臨時陸軍配当船江差丸（日本郵船、6,923トン）他輸送船21隻からなるカタ717船団を水雷艇友鶴、敷設艇怒和島、燕他護衛艦6隻と共に護衛して鹿児島を出港。途中、名瀬行きの第135号特設輸送艦、新興丸、特設砲艦富津丸（大阪商船、2,933トン）が分離し、第17号駆潜艇、第18号駆潜艇が船団に加入。19日正午、船団は那覇に到着。ここでほとんどの輸送船が船団から分離され、輸送船が陸軍輸送船北佑丸（大阪商船、1,458トン）、臨時陸軍配当船和神丸（森平汽船、1,879トン）の2隻に減った船団は21日に出港し、23日に基隆に到着。
27日、輸送船20隻からなるタカ708船団を水雷艇真鶴、敷設艇怒和島、新井埼他護衛艦3隻と共に護衛して基隆を出港。9月3日、鹿児島に到着。7日0505、陸軍配当船第26南進丸（南方油槽船、834トン）、陸軍臨時配当船那珂川丸（東洋海運、6,886トン）、大博丸（大阪商船、6,886トン）他輸送船21隻からなるカタ719船団を第15号掃海艇、特設駆潜艇第3拓南丸（日本海洋漁業統制、343トン）、特設監視艇第13長運丸（山田吉郎、96トン）他護衛艦1隻と共に護衛して鹿児島を出港。9日1000、船団は那覇に到着。同地で編成替えがされ、護衛に敷設艇怒和島、新井埼が加入されて12日出港。13日、大博丸、那珂川丸が船団から分離し、宮古島に向かった。14日、陸軍臨時配当船大徳丸（大阪商船、6,923トン）が船団から分離し、石垣島へ向かった。15日、基隆に到着。
19日0100、貨客船慶運丸（大阪商船、1,921トン）、タンカー第二東勢丸（朝鮮油槽船、500トン）他輸送船7隻からなるタカ909船団を第15号掃海艇、第3拓南丸、特設掃海艇第7利丸（西大洋漁業統制、297トン）他護衛艦2隻と共に護衛して基隆を出港。同日、基隆沖で船団はアメリカ潜水艦バング(USS Bang, SS-385)にレーダーで探知される。0825、北緯24度56分 東経122度14分 / 北緯24.933度 東経122.233度の三貂角東南東25km地点付近で潜航したバングは魚雷を発射。魚雷は第二東勢丸に命中し同船は沈没。第三十号海防艦も損傷した。損傷した第三十号海防艦は反撃として爆雷58発を投下したが、バングに損害はなかった。対潜掃討の後、引き続きタカ909船団の護衛にあたる。21日、宮古島から出てきた大博丸を船団に加え、23日に那覇に到着。24日に出港し、27日に鹿児島に到着した。10月10日、第三十号海防艦は鹿児島を出港し、13日に佐世保に到着。佐世保海軍工廠にて修理を受ける。
16日、修理が完了した第三十号海防艦は佐世保を出港し、19日に鹿児島に到着。21日正午、陸軍臨時配当船江戸川丸（日本郵船、6,968トン）、先島丸（大阪商船、1,224トン）、貨客船天草丸（大阪商船、2,345トン）他輸送船17隻からなるカタ916船団を水雷艇真鶴、第15号掃海艇、第49号駆潜艇他護衛艦3隻と共に護衛して鹿児島を出港。22日朝、諏訪之瀬島と中之島の間で、8ノットから9ノットの間で5分間隔で之字航行中の船団はアメリカ潜水艦シードッグ(USS Sea Dog, SS-401)に発見される。0726、船団前方に出ていたシードッグは北緯29度18分 東経129度44分 / 北緯29.300度 東経129.733度のトカラ列島悪石島南南東50km地点付近で、重なり合った2隻の貨物船に照準を合わせて魚雷を発射。魚雷は給炭艦室戸と富津丸に命中し、室戸は0748に沈没。船団は笠利湾に向かい、第三十号海防艦は第15号掃海艇、特設掃海艇第16昭南丸（日本海洋漁業統制、355トン）と共に爆雷攻撃を行った。夕方頃、第三十号海防艦は水深90mの海底にある敵潜らしきものを探知し、75mに設定した爆雷9発を投下。その結果、大きな気泡の噴出、続いて大量の重油流出を確認。翌朝には大きな油膜が確認され、第三十号海防艦が敵潜を撃沈したと判断されたが、シードッグに被害はなく、沈没した室戸の残骸を爆雷攻撃した可能性が高い。対潜掃討は1600に打ち切りとなり、第三十号海防艦と第15号掃海艇は行動不能となった富津丸とそれを曳航する陸軍徴用船東莱丸（日露漁業、641トン）の護衛を行ったが、やがて富津丸の沈没が避けられなくなり曳航索が切断。3隻が見守る中、富津丸は沈没していった。3隻は無事笠利湾に到着。24日、船団は笠利湾を出港し、25日1230に那覇に到着。26日、第三十号海防艦は那覇を出港して対潜哨戒を行い、28日に佐世保に到着。佐世保帰還後、佐世保鎮守府司令長官小松輝久中将から敵潜水艦撃沈に対する祝福を受けた。
11月10日、第三十号海防艦は佐世保を出港。同日、古志岐島近海で敵潜を探知したため爆雷33個を投下。11日、特設運送船辰和丸（辰馬汽船、6,335トン）と合流し護衛を行う。同日、野母崎北方錨地に到着。12日に出港し、同日鹿児島に到着。15日、陸軍輸送船大誠丸（大阪商船、1,948トン）、陸軍臨時配当船運天丸（大阪商船、1,026トン）、乾城丸（乾汽船、6,933トン）他輸送船10隻からなるカタ416船団を第42号海防艦、第44号海防艦、第7利丸他護衛艦4隻と共に護衛して鹿児島を出港。17日、船団は那覇に到着。20日に出港し、23日に基隆に到着した。26日、先島丸、特設運送船辰春丸（辰馬汽船、6,345トン）、陸軍臨時配当船北鮮丸（日本海汽船、2,256トン）他輸送船10隻からなるタカ608船団を第42号海防艦、第15号掃海艇、第16昭南丸他護衛艦3隻と共に護衛して基隆を出港。同日、石垣島に到着し、27日に出港。同日、宮古島に到着し、28日に出港。途中瀬底に向かう北鮮丸を分離し、29日に船団は那覇に到着。30日に出港し、12月3日に鹿児島に到着した。
9日、第三十号海防艦は陸軍輸送船道灌丸（日本郵船、2,270トン）、陸軍臨時配当船大譲丸（大阪商船、6,866トン）、彦山丸（巴組汽船、2,027トン）他輸送船4隻からなるカタ608船団を第49号駆潜艇、特設駆潜艇大安丸（日本海洋漁業統制、127トン）と共に護衛して鹿児島を出港。10日、客船厦門丸（大阪商船、784トン）が古仁屋に回航されることになり、特設駆潜艇第3号報国丸（日本海洋漁業統制、88トン）が船団に会合。厦門丸は第3号報国丸の護衛で瀬相へ向かった。12日、口永良部島西方沖で大安丸が対潜掃討を行った後、船団から分離し山川へ向かった。11日、船団は那覇に到着。14日に出港し、15日に石垣島に到着。21日に出港し、22日に基隆に到着。24日、慶運丸、先島丸、特設運送船辰宮丸（辰馬汽船、6,343トン）他輸送船5隻からなるタカ406船団を水雷艇真鶴、第42号海防艦、第49号駆潜艇他護衛艦4隻と共に護衛して基隆を出港。26日、船団は那覇に到着。第三十号海防艦は真鶴、第42号海防艦、特設掃海艇第8長運丸（長崎合同汽船、167トン）と共に船団から分離して貨物船喜春丸（辰馬汽船、1,862トン）他輸送船8隻からなるカタ506船団と護衛の第44号海防艦、第15号掃海艇、第7利丸他護衛艦3隻と会合。カタ506船団は28日に那覇を出港し、30日に基隆に到着した。

### 昭和20年の行動
1945年（昭和20年）1月8日、第三十号海防艦はタカ508船団を第42号海防艦、第15号掃海艇、第13長運丸他護衛艦4隻と共に護衛して基隆を出港。10日早朝、船団はアメリカ潜水艦パファー(USS Puffer, SS-268)に発見される。
0500、パファーは魚雷を発射し、うち1本が船団の右舷前方を航行中の第42号海防艦に命中し同艦は轟沈。海防艦長の江頭冨也少佐以下乗員170名全員が戦死した。また、別の1本が第三十号海防艦の左舷艦首に命中し、乗員15名戦死、前部4分の1を喪失し大破する被害を受ける。損傷により最大で5ノットしか出せなくなり、そのままの状態で那覇に向かうが、途中で敵潜水艦から発射された魚雷4本を回避した。以降は被害なく無事に那覇に到着して応急修理を受けるが、22日にアメリカ海軍の第38任務部隊（司令官：ジョン・S・マケイン・シニア中将）の空襲を受けて対空戦闘を行うが、乗員2名が戦死する被害を出す。24日、応急修理が完了した第三十号海防艦は喜春丸他複数の輸送船からなる輸送船団を第49号駆潜艇、特設掃海艇ちとせ丸（加藤マツ、245トン）、特設捕獲網艇第2新東丸（澤山兄弟商会、540トン）他護衛艦1隻と共に護衛して那覇を出港し、31日に鹿児島に到着。第三十号海防艦は鹿児島を出港し、2月12日に山川沖で山川から出てきた貨物船昭華丸（東和汽船、2,085トン）、陸軍輸送船隆和丸（日東汽船、1,238トン）からなる輸送船団と合流し護衛を行う。15日、船団は門司に到着。16日、隆和丸を護衛して門司を出港し、18日に釜山に到着。23日、朝鮮重工業乾ドックに入渠し本格的な修理を受ける。4月14日、修理が完了した第三十号海防艦は釜山から鎮海に移動した後、19日0930に出港して同日1830に佐世保に到着する。
5月10日に第三十号海防艦は大阪警備府部隊へ編入される。和歌山県の由良湾へ回航された後、瀬戸内海の入口に当たる同潮岬方面および紀伊水道での対潜哨戒に従事。6月1日、第190号海防艦と共に第六特攻戦隊に編入。22日、周参見沖にて敵潜を探知したため対潜掃討を行った。30日、海防艦長が楠見直俊少佐に交代。
7月8日、潮岬付近の対潜哨戒を終えて由良湾に到着。11日午後、士気向上のためにカッターボートによる競争を行っていたところ、大阪方面の飛行場攻撃を終えたばかりのP-51 マスタング8機が来襲しカッターボートや第三十号海防艦へ向けて機銃掃射を敢行。特に第三十号海防艦の甲板や上部構造物は執拗な機銃掃射を受けた。煙と水煙の中第三十号海防艦は対空戦闘を行い、2機を撃墜した。この戦闘で乗員12名が戦死し、負傷者20名を出す。
28日、由良湾で停泊中にアメリカ海軍の第38任務部隊による空襲を受けて被弾沈没し、海防艦長の楠見直俊少佐以下乗員98名が戦死し、51名が負傷した。沈没地点は北緯34度20分 東経135度00分 / 北緯34.333度 東経135.000度。
1945年（昭和20年）9月15日、第三十号海防艦は帝国海防艦籍から除かれ、第二号型海防艦から削除された。
1953年（昭和28年）2月8日、第三十号海防艦は浮揚され解体された。

## 海防艦長
艤装員長
1. 高松彌四郎 少佐：1944年6月10日[5] - 1944年6月26日

海防艦長
1. 高松彌四郎 少佐：1944年6月26日[6] - 1945年6月30日
2. 楠見直俊 少佐：1945年6月30日[7] - 1945年7月28日 - 戦死。同日、海軍中佐に特進。